# 4400 (телесериал)
«4400» (англ. 4400) —  американский  научно-фантастический  телесериал, разработанный Арианой Джексон. Сериал представляет собой перезагрузку телесериала «4400» в 2004 году. Премьера состоялась на канале  «The CW» 25 октября 2021 года.
12 мая 2022 года телеканал The CW закрыл телесериал после первого сезона.

## Сюжет
4400 человек, бесследно исчезнувших за последнее столетие, внезапно возвращаются, не состарившись ни на день и не помня, что с ними произошло.

## Актеры и персонажи

### Основной состав
- Бриттани Адебумола – Шенис Мюррей, адвокат, исчезнувшая в 2005 году. Она жена Логана и мать Мэрайи.
- Джозеф Дэвид-Джонс – Джарел Матео, социальный работник, помогающий 4400 реинтегрироваться в жизнь.
- Айрен Роуч – парень Кейши Тейлор Джарель.
- Т. Л. Томпсон – доктор Андре Дэвис, руководит клиникой в Гарлеме.
- Джей Ледимор – Клодетт, домохозяйка 1960-х годов и организатора Движения за гражданские права, которая по возвращении восстанавливает полномочия.
- Деррик А. Кинг - священник Исайя "Преподобный" Джонстон, "родом" из 1990-х годов.
- Хайла Джонсон — Ладонна Лэндри, богатая тусовщица из 2015 года.
- Кори Джеакома – Логан, муж Шенис и отец Мераи.
- АМАРР – Хейден.
- Аутмун Бест – Милдред, ребенок 1970-х годов, по возвращении получил способности к телекинезу.

### Приглашенные
- Патрик Флугер — Калеб[2].

## Список эпизодов
| № | Название                   | Режиссёр        | Автор сценария  | Дата премьеры    | Зрители U.S. (млн) |
| - | -------------------------- | --------------- | --------------- | ---------------- | ------------------ |
| 1 | «Past is Prologue»         | Janice Cooke    | Ariana Jackson  | октябрь 25, 2021 | 0.54               |
| 2 | «All Things Are Possible»  | Janice Cooke    | Ariana Jackson  | ноябрь 1, 2021   | 0.36               |
| 3 | «That LaDonna Life»        | Sheelin Choksey | Kristen SaBerre | ноябрь 8, 2021   | н/д                |
| 4 | «Harlem's Renaissance Man» | Tessa Blake     | Jett Garrison   | ноябрь 15, 2021  | н/д                |

## Производство

### Разработка
7 ноября 2018 было объявлено, что The CW разрабатывает ребут «4400». Тейлор Элмор и Крэйг Суини приобщились к разработке в качестве исполнительных продюсеров пилотной серии в рамках их общих соглашений с CBS Studios, а Элмор также был объявлен потенциальным шоураннером. Впоследствии 8 февраля 2019 проект был переведен на цикл разработки следующего сезона, а премьеру сериал перенесли на телевизионный сезон 2020-2021 годов, поскольку сообщалось, что сценарии не были готовы вовремя.
9 февраля 2021 г. было объявлено, что проект получил заказ на первый сезон. Ариана Джексон и Анна Фриске были назначены продюсерами сериала вместе с Лорой Терри. Также было объявлено, что сценаристом сериала будет Ариана Джексон. 19 марта 2021 стало известно, что Эрика Уотсон присоединилась к разработке как режиссер пилотного эпизода. 15 июня 2021 было объявлено, что премьера сериала запланирована на 25 октября 2021.

### Кастинг
30 марта 2021 года Джозеф Дэвид-Джонс и Хайла Джонсон получили главные роли. 7 апреля 2021 года к основному актерскому составу присоединились Бриттани Адебумола, Джей Ледимор и Амарр Вутен. 24 мая 2021 года Т. Л. Томпсон, Кори Джеакома, Айреон Роуч, Деррик А. Кинг и Аутмун Бест присоединились к основному актерскому составу. 14 октября 2021 года Каузар Мохаммед, Уайлдер Яри и Тео Жермен присоединились к актерскому составу в повторяющихся ролях.

### Съёмки
Съемки первого эпизода начались 7 июня 2021 и продолжались до 24 июня. Съемки остального сериала планировались с 26 июля по 7 декабря. Основные съемки сериала проходили в Чикаго.